# Grand Prix de l’Imaginaire
A Grand Prix de l'Imaginaire egy francia sci-fi-díj. 1974-ben az író és kritikus Jean-Pierre Fontana alapította a Clermont-Ferrand-i sci-fi fesztiválon. A díj eredeti neve Grand Prix de la Science-Fiction Française volt, de 1992-ben átnevezték. 2010 óta Étonnants Voyageurs (EV) néven 2 díjat osztanak ki 1 kategóriában.

## Kategóriák
A 12 tagú zsűri írókból, kritikusokból, újságírókból és fordítókból áll.
- Frankofón regény 1974–
- Novella 1975–
- Különdíj 1976–
- Ifjúsági regény 1985–
- Esszé 1989–
- Külföldi regény 1992–
- Fordítás 1992–
- Külföldi novella 1995–
- Művész/Illusztrátor 2005–
- Európa-díj 2001–
- Képregény 2010–
- Manga 2010–

### Frankofón regény
- 1974 : Michel Jeury, Le Temps incertain
- 1975 : Philippe Curval, L'Homme à rebours
- 1976 : Philip Goy, Le Livre machine
- 1977 : Michel Demuth, Les Galaxiales
- 1978 : Pierre Pelot, Delirium circus
- 1979 : Yves és Ada Remy, La Maison du cygne
- 1980 : Daniel Walther, L'Épouvante
- 1981 : Serge Brussolo, Vue en coupe d'une ville malade
- 1982 : Élisabeth Vonarburg, Le Silence de la cité
- 1983 : Pierre Billon, L'Enfant du cinquième nord
- 1984 : Jean-Pierre Hubert, Le Champ du rêveur
- 1985 : André Ruellan, Mémo
- 1986 : Joël Houssin, Les Vautours
- 1987 : Antoine Volodine, Rituel du mépris, variante Moldscher
- 1988 : Serge Brussolo, Opération serrures carnivores
- 1989 : Joëlle Wintrebert, Le Créateur chimérique
- 1990 : Jean-Pierre Andrevon, Sukran
- 1991 : Francis Berthelot, Rivage des intouchables
- 1992 : Joël Houssin, Le Temps du twist
- 1993 : Ayerdhal, Demain, une oasis
- 1994 : Pierre Bordage, Les Guerriers du silence
- 1995 : Laurent Genefort, Arago
- 1996 : Maurice G. Dantec, Les Racines du mal
- 1997 : Jean-Marc Ligny, Inner City
- 1998 : Serge Lehman, F.A.U.S.T.
- 1999 : Roland C. Wagner, Les Futurs Mystères de Paris
- 2000 : Jean-Michel Truong, Le Successeur de pierre
- 2001 : René Reouven, Bouvard, Pécuchet et les savants fous
- 2002 : Pierre Pevel, Les Ombres de Wielstadt
- 2003 : Michel Pagel, Le Roi d'août
- 2004 : Fabrice Colin, Dreamericana
- 2005 : Ayerdhal, Transparences
- 2006 : Alain Damasio, horde du contrevent
- 2007 : Catherine Dufour, Le Goût de l'immortalité
- 2008 : Wayne Barrow, Bloodsilver
- 2009 : Georges-Olivier Châteaureynaud, L'Autre rive
- 2010 : Stéphane Beauverger, Le Déchronologue
- 2010 : Justine Niogret, Chien du Heaume (Étonnants Voyageurs)
- 2011 : Michel Jeury, May le Monde
- 2012 : Roland C. Wagner, Rêves de gloire
- 2013 : Thomas Day, Du sel sous les paupières

### Frankofón novella
- 1974 : Gérard Klein, Réhabilitation
- 1975 : Dominique Douay, Thomas
- 1976 : Daniel Walther, Les Soleils noirs d'Arcadie
- 1977 : Philip Goy, Retour à la terre, définitif
- 1978 : Yves Frémion, Petite mort, petite amie
- 1979 : Serge Brussolo, Funnyway
- 1980 : Pierre Giuliani, Les Hautes plaines
- 1981 : Bruno Lecigne, La Femme-escargot allant au bout du monde
- 1982 : Jean-Pierre Hubert, Gélatine
- 1983 : Jacques Mondoloni, Papa Ier
- 1984 : Jean-Claude Dunyach, Les Nageurs de sable
- 1985 : René Reouven, Un fils de Prométhée ou Frankenstein dévoilé
- 1986 : Charles Dobzynski, Le Commerce des mondes
- 1987 : Gérard Klein, Mémoire vive, mémoire morte
- 1988 : Francis Berthelot, Le Parc zoonirique
- 1989 : Richard Canal, Étoile
- 1990 : Colette Fayard, Les Chasseurs au bord de la nuit
- 1991 : Raymond Milési, Extra-muros
- 1992 : Alain Dorémieux, M'éveiller à nouveau près de toi, mon amour
- 1993 : Wildy Petoud, Accident d'amour
- 1994 : Katherine Quenot, Rien que des sorcières
- 1995 : Serge Lehman, Dans l'abîme
- 1996 : Georges-Olivier Châteaureynaud, Quiconque
- 1997 : Serge Lehman, Le Collier de Thasus
- 1998 : Jean-Claude Dunyach, Déchiffrer la trame
- 1999 : Jean-Jacques Nguyen, L'Amour au temps du silicium
- 2000 : Fabrice Colin, Naufrage mode d'emploi
- 2001 : Jeanne Faivre d'Arcier, Monsieur boum boum
- 2002 : Olivier Paquet, Synesthésie
- 2003 : Robert Belmas és Claire Belmas, À n'importe quel prix
- 2004 : Jean-Jacques Girardot, Dédales virtuels
- 2005 : Mélanie Fazi, Serpentine
- 2006 : Claude Ecken, Le monde tous droits réservés
- 2007 : Sylvie Lainé, Les yeux d'Elsa
- 2008 : Catherine Dufour, L'Immaculée conception
- 2009 : Jeanne-A Debats, La Vieille anglaise et le continent
- 2010 : Jérôme Noirez, Le diapason des mots et des misères
- 2010 : Léo Henry, Les Trois livres qu'Absalon Nathan n'écrira jamais (Étonnants Voyageurs)
- 2011 : Laurent Genefort, Rempart
- 2012 : Christophe Langlois, Boire la tasse (novelláskötet)
- 2013 : Bernard Quiriny, Une collection très particulière

### Különdíj
- 1976 : Philippe Druillet
- 1977 : Yves Dermèze
- 1979 : Wojtek Siudmak
- 1980 : Moebius
- 1980 : Louis-Vincent Thomas
- 1981 : Claude Eckerman, Alain Grousset és Dominique Martel
- 1982 : Marcel Thaon
- 1983 : Marc Caro és Jean-Pierre Jeunet
- 1984 : Henri Delmas és Alain Julian
- 1985 : Gérard Cordesse
- 1987 : Emmanuel Carrère
- 1988 : Georges-Olivier Châteaureynaud
- 1989 : Dominique Douay
- 1990 : Philippe Curval
- 1991 : Jean-Pierre Nicollet
- 1992 : Ellen Herzfeld, Gérard Klein és Dominique Martel
- 1993 : Les Éditions de l'Atalante
- 1994 : Hélène Collon
- 1995 : Dona Sussant
- 1996 : CyberDreams
- 1997 : Mad filmek
- 1998 : Henri Loevenbruck
- 1999 : Xavier Legrand Ferronnière
- 2000 : Stéphanie Nicot
- 2001 : Pierre Pelot
- 2002 : Ténèbres magazin, Stephen King különszámáért
- 2003 : Robert Holdstock
- 2004 : Terra Incognita könyv
- 2005 : nooSFere
- 2006 : Le troisième œil. La photographie et l'occulte
- 2007 : Fiction magazin időszakos antológia
- 2008 : David Delrieux
- 2009 : Bélial' kiadás
- 2010 : Nosfell és Ludovic Debeurme
- 2010 : Jean-Marc Lofficier és Brian Stableford (Étonnants Voyageurs)
- 2011 : Sylvain Fontaine, Poètes de l'Imaginaire (antológia)
- 2012 : José Corti Kiadó
- 2013 : Ad Astra Kiadó

### Ifjúsági regény
- 1982 : Jean-Pierre Andrevon, La Fée et le géomètre
- 1983 : Michel Grimaud, Le Tyran d'Axilane
- 1984 : Thérèse Roche, Le Naviluk
- 1985 : Robert Escarpit, L'Enfant qui venait de l'espace
- 1990 : Roger Leloup, Le Pic des ténèbres
- 1991 : Liliane Korb, Temps sans frontières
- 1992 : Yves Coppens és Pierre Pelot, Le Rêve de Lucy
- 1993 : Francois Coupry, Le Fils du concierge de l'opéra
- 1994 : Alain Grousset, Les Chasse-marée
- 1995 : Clive Barker, Le Voleur d'éternité
- 1996 : Christopher Pike, La Falaise maudite
- 1997 : Raymond Milesi, Papa, j'ai remonté le temps
- 1998 : Christian Grenier, Le Cycle du Multimonde
- 1999 : Gérard Moncomble, Prisonnière du tableau !
- 2000 : Gudule, La Fille au chien noir
- 2001 : Francis Berthelot, La Maison brisée
- 2002 : Danielle Martinigol, Les Abîmes d'Autremer
- 2003 : Elvire, Lorris és Marie-Aude Murail, Golem
- 2004 : Fabrice Colin, Cyberpan
- 2005 : Nathalie Le Gendre, Mosa Wosa
- 2006 : Cornelia Funke, Cœur d'encre
- 2007 : Timothée de Fombelle, La Vie suspendue és Jonathan Stroud, La Trilogie de Bartiméus
- 2008 : Scott Westerfeld, Uglies
- 2009 : Gemma Malley, La Déclaration. L'Histoire d'Anna
- 2010 : Anne Fakhouri, Le clairvoyage et La brume des jours
- 2010 : (Frankofón): Victor Dixen , Été mutant (le Cas Jack Spark - 1) (Étonnants Voyageurs)
- 2010 : John Connolly , Le Livre des choses perdues (Étonnants Voyageurs)
- 2011: (Frankofón): François Place, La Douane volante
- 2011: Arthur Slade, La Confrérie de l'horloge
- 2012: (Frankofón): Frédéric Petitjean, La Route des magiciens
- 2012: Lauren Oliver, Delirium és Le Dernier Jour de ma vie
- 2013: (Frankofón): Hervé Jubert, Magies secrètes
- 2013: Maggie Stiefvater, Sous le signe du scorpion

### Esszé
- 1989 : Guy Lardreau, Fictions philosophiques et science-fiction
- 1989 : Norbert Spehner, Écrits sur la science-fiction
- 1990 : Jean-Jacques Lecercle, Frankenstein : mythe et philosophie
- 1991 : Alain Carrazé & Hélène Oswald, Le Prisonnier, chef-d'œuvre télévisionnaire
- 1992 : Jean-Claude Alizet, L'Année 1989 du polar, de la SF, du fantastique et de l'espionnage
- 1993 : Francis Lacassin, Mythologie du fantastique
- 1994 : Joël Malrieu, Le Fantastique
- 1995 : Francis Berthelot, La Métamorphose généralisée
- 1996 : Lawrence Sutin, Invasions divines : Philip K. Dick, une vie
- 1997 : Stephen King, Anatomie de l'horreur - 2
- 1998 : Denis Mellier, Otrante n°9
- 1999 : Joseph Altairac, H.G. Wells, parcours d'une œuvre
- 2000 : Jean-Bruno Renard, Rumeurs et légendes urbaines
- 2001 : Denis Mellier, La Littérature fantastique és L'Écriture de l'excès - Fiction fantastique et poétique de la terreur
- 2002 : Renan Pollès, La Momie de Kheops à Hollywood
- 2003 : Michèle Riot-Sarcey, Thomas Bouchet, Antoine Picon, Le Dictionnaire des utopies
- 2004 : Jean Marigny, Les Vampires du XXe siècle
- 2005 : Eric Henriet, L’histoire revisitée
- 2006 : Marie-Louise Ténèze, Les contes merveilleux français
- 2007 : François Rouiller, 100 mots pour voyager en science-fiction
- 2008 : Jean-Jacques Barloy, Bernard Heuvelmans, un rebelle de la science
- 2009 : Ugo Bellagamba & Eric Picholle, Solutions non satisfaisantes, une anatomie de Robert A. Heinlein
- 2010 : Fabrice Tortey, Echos de Cimmérie. Hommage à Robert Ervin Howard
- 2010 : Jacques Baudou, L'Encyclopédie de la Fantasy (Étonnants Voyageurs)
- 2011 : Arnaud Huftier, Jean Ray, l'alchimie du mystère
- 2012 : Sébastien Carletti & Jean-Marc Lainé, Nos Années Strange – 1970/1996 és Jean-Marc Lainé (ex aequo), Super-héros! La puissance des masques
- 2013 : Natacha Vas Deyres, Ces français qui ont écrit demain

### Külföldi regény
- 1992 : Robert R. McCammon, L'Heure du loup
- 1993 : Garfield Reeves-Stevens, Dark Matter
- 1994 : Jack Finney, Time and Again
- 1995 : Robert Reed, Down the Bright Way
- 1996 : James Morrow, Towing Jehovah
- 1997 : Neal Stephenson, Snow Crash
- 1998 : Clive Barker, Imajica
- 1999 : Valerio Evangelisti, Nicolas Eymerich, Inquisiteur
- 2000 : Orson Scott Card, The Tales of Alvin Maker
- 2001 : Andreas Eschbach, Des milliards de tapis de cheveux
- 2002 : J. Gregory Keyes, Newton's Cannon
- 2003 : Jamil Nasir, La Tour des rêves
- 2004 : Robert Holdstock, Celtika
- 2005 : China Miéville, Perdido Street Station
- 2006 : Christopher Priest, The Separation
- 2007 : Graham Joyce, The Facts of Life
- 2008 : Robert Charles Wilson, Spin
- 2009 : Theodore Roszak, L'Enfant de cristal
- 2010 : Ian McDonald, Roi du matin, reine du jour
- 2010 : Jack O’Connell, Dans les limbes (Étonnants Voyageurs)
- 2011 : Ian McDonald, Le Fleuve des dieux
- 2012 : China Miéville, The City & the City
- 2013 : Paolo Bacigalupi, La Fille automate

### Fordítás
- 1992 : Pierre Berthon, La Face des eaux – Robert Silverberg
- 1993 : Dominique Haas, Les Livres magiques de Xanth – Piers Anthony
- 1994 : Hélène Collon, L'Homme des jeux – Iain Banks
- 1995 : Jean-Daniel Brèque, Âmes perdues – Poppy Z. Brite
- 1996 : Simone Hilling, La Chute des fils – Anne McCaffrey
- 1997 : Guy Abadia, Endymion – Dan Simmons
- 1998 : Patrick Couton, Les Annales du Disque-Monde – Terry Pratchett
- 1999 : Nathalie Serval, L'Enfant arc-en-ciel – Jonathan Carroll
- 2000 : Michel Pagel, La Paix éternelle et L'Intercepteur de cauchemars – Graham Joyce
- 2001 : Jean-Pierre Pugi, Jack Faust – Michael Swanwick
- 2002 : Claire Duval, Jésus Vidéo – Andreas Eschbach
- 2003 : Pierre-Paul Durastanti, L'I.A. et son double – Scott Westerfeld
- 2004 : Brigitte Mariot, Le Rhinocéros qui citait Nietzsche – Peter Soyer Beagle
- 2005 : Nathalie Mège, Perdido street station – China Miéville
- 2006 : Patrick Marcel, Le livre des cendres – Mary Gentle
- 2007 : Mélanie Fazi, Lignes de vie – Graham Joyce
- 2008 : Jean-Daniel Brèque, Le Quatuor de Jérusalem – Edward Whittemore
- 2009 : Michèle Charrier, La Jeune détective et autres histoires étranges – Kelly Link
- 2010 : Gilles Goullet, Vision aveugle – Peter Watts
- 2010 : Sylvie Miller, Interférences – Yoss (Étonnants Voyageurs)
- 2011 : Nathalie Mège, Le Don – Patrick O'Leary
- 2012 : Patrick Dusoulier, Les Enfers virtuels – Iain Banks & La Route de Haut-Safran – Jasper Fforde
- 2013 : Sara Doke, La Fille automate – Paolo Bacigalupi

### Külföldi novella
- 1995 : Nancy Kress, Beggars in Spain
- 1996 : Dan Simmons, The Great Lover
- 1997 : Robert J. Sawyer, You See But You Do Not Observe
- 1998 : Poppy Z. Brite, Calcutta, Lord of Nerves
- 1999 : John Crowley, Great Work of Time
- 2000 : Jonathan Carroll, Uh-Oh City
- 2001 : Terry Bisson, Macs
- 2002 : Christopher Priest The Discharge
- 2003 : Graham Joyce, Les Nuits de Leningrad
- 2004 : Peter S. Beagle, The Rhinoceros Who Quoted Nietzsche and Other Odd Acquaintances
- 2005 : Paul Di Filippo, Sisyphus and the Stranger
- 2006 : Jeffrey Ford, Exo-skeleton town
- 2007 : Lucius Shepard, Aztechs
- 2008 : Ursula K. Le Guin, Four Ways to Forgiveness
- 2009 : Kelly Link, La Jeune détective et autres histoires étranges
- 2010 : Neil Gaiman, Des choses fragiles
- 2010 : Greg Egan, Océanique és Ted Chiang, Exhalaison (Étonnants Voyageurs)
- 2011 : Lucius Shepard, Sous des cieux étrangers
- 2012 : Lisa Tuttle, Ainsi naissent les fantômes
- 2013 : Ian McDonald, La Petite Déesse

### Művész/Illusztrátor
- 2000 : Philippe Jozelon
- 2001 : Manchu
- 2002 : Benjamin Carré
- 2003 : Didier Graffet
- 2004 : Sandrine Gestin
- 2005 : Philippe Lefèvre-Vakana
- 2006 : Guillaume Sorel
- 2007 : Eikasia
- 2008 : Benjamin Carré
- 2009 : Jean-Baptiste Monge
- 2010 : Beb Deum
- 2010 : Alain Brion (Étonnants Voyageurs)
- 2011 : Aleksi Briclot
- 2012 : Joey Hi-Fi
- 2013 : Shaun Tan

### Európa-díj
- 2001 : Piergiorgio Nicolazzini
- 2002 : Patrick Gyger
- 2003 : Sylvie Miller
- 2004 : l'Atalante
- 2005 : Andreas Eschbach
- 2006 : Vittorio Curtoni
- 2007 : Brian W. Aldiss
- 2008 : Michel Meurger
- 2009 : Corinne Fournier Kiss
- 2010 : Maison d'Ailleurs

### Képregény
- 2010 : Warren Ellis és Juan Jose Ryp: Black Summer (Étonnants Voyageurs)
- 2011 : Fabrice Colin, Serge Lehman, Stéphane Gess és Céline Bessonneau: La Brigade chimérique
- 2012 : Juan Diaz Canales és José-Luis Munuera: Fraternity (I., II.)
- 2013 : Enrique Fernandez: Les Contes de l’ère du Cobra (I. & II.)

### Manga
- 2010 : Motoró Mase, Ikigami (Étonnants Voyageurs)
- 2011 : Suehiro Maruo, L'Île Panorama
- 2012 : Atsushi Kaneko, Soil (I–VI.)
- 2013 : Takashi Nagasaki és Naoki Urasawa, Billy Bat (I–V.)